# ۵۰۲ (میلادی)
۵۰۲ (میلادی) پانصد  و دومین سال تقویم میلادی است.

## درگذشتگان
‎